# Jyväskylä Jaguars 2023
Questa voce raccoglie le informazioni riguardanti gli Jyväskylä Jaguars nelle competizioni ufficiali della stagione 2023.

## Maschile

### II-divisioona 2023

#### Stagione regolare
| Kokkola 10 giugno 2023, ore 16:00 3ª giornata | Karleby Goats | 0 – 39 (0-6 0-7 0-20 0-6) referto | Jyväskylä Jaguars | Kirkonmäen urheilukenttä |

| Jyväskylä 17 giugno 2023, ore 16:30 4ª giornata | Jyväskylä Jaguars | 9 – 22 (3-8 0-0 0-6 6-8) referto | Rovaniemi Nordmen | Viitaniemen kenttä |

| Saarijärvi 2 luglio 2023, ore 14:00 5ª giornata | Jyväskylä Jaguars | 43 – 25 (7-0 16-6 13-6 7-13) referto | Flying Fishcocks |  |

| Jyväskylä 8 luglio 2023, ore 16:30 6ª giornata | Jyväskylä Jaguars | 58 – 0 (27-0 19-0 6-0 6-0) referto | Karleby Goats | Viitaniemen kenttä |

| Rovaniemi 22 luglio 2023, ore 14:00 8ª giornata | Rovaniemi Nordmen | 50 – 2 (23-0 7-0 7-0 13-2) referto | Jyväskylä Jaguars | Susivouti |

| Kuopio 29 luglio 2023, ore 13:00 9ª giornata | Flying Fishcocks | 20 – 14 (0-7 0-7 13-0 7-0) referto | Jyväskylä Jaguars | Rauhalahden nurmikenttä |

#### Playoff
| Kouvola 12 agosto 2023, ore 14:00 Wild Card | Kuusankoski Cowboys | 28 – 0 (6-0 0-0 19-0 3-0) referto | Jyväskylä Jaguars | Sarkolan tekonurmi |

### Statistiche di squadra
| Competizione      | %Vittorie | In casa | In casa | In casa | In casa | In casa | In casa | In trasferta | In trasferta | In trasferta | In trasferta | In trasferta | In trasferta | Totale | Totale | Totale | Totale | Totale | Totale |
| Competizione      | %Vittorie | G       | V       | N       | P       | Pf      | Ps      | G            | V            | N            | P            | Pf           | Ps           | G      | V      | N      | P      | Pf     | Ps     |
| ----------------- | --------- | ------- | ------- | ------- | ------- | ------- | ------- | ------------ | ------------ | ------------ | ------------ | ------------ | ------------ | ------ | ------ | ------ | ------ | ------ | ------ |
| Stagione regolare | .500      | 3       | 2       | 0       | 1       | 110     | 47      | 3            | 1            | 0            | 2            | 55           | 70           | 6      | 3      | 0      | 3      | 165    | 117    |
| Playoff           | .000      | 0       | 0       | 0       | 0       | 0       | 0       | 1            | 0            | 0            | 1            | 0            | 28           | 1      | 0      | 0      | 1      | 0      | 28     |
| Totale            | .429      | 3       | 2       | 0       | 1       | 110     | 47      | 4            | 1            | 0            | 3            | 55           | 98           | 7      | 3      | 0      | 4      | 165    | 145    |

## Femminile

### Naisten I-divisioona 2023

#### Stagione regolare
| Jyväskylä 3 giugno 2023, ore 13:00 1ª giornata | Jyväskylä Jaguars | 26 – 34 (d.t.s.) (20-6 0-6 6-0 0-14 0-8) referto | Helsinki Roosters | Viitaniemen kenttä |

| Jyväskylä 11 giugno 2023, ore 18:00 2ª giornata | Jyväskylä Jaguars | 14 – 0 (0-0 0-0 7-0 7-0) referto | Kotka Eagles | Viitaniemen kenttä |

| Vaasa 18 giugno 2023, ore 15:00 3ª giornata | Wasa Royals | 0 – 6 (0-0 0-6 0-0 0-0) referto | Jyväskylä Jaguars | Kaarlen kenttä |

| Helsinki 1º luglio 2023, ore 18:30 4ª giornata | Helsinki Roosters | 18 – 14 (6-0 0-7 6-7 6-0) referto | Jyväskylä Jaguars | Velodromo di Helsinki |

| Kotka 8 luglio 2023, ore 12:00 5ª giornata | Kotka Eagles | 12 – 0 (6-00-0 0-0 6-0) referto | Jyväskylä Jaguars | Karhulan keskuskenttä |

| Jyväskylä 15 luglio 2023, ore 13:00 6ª giornata | Jyväskylä Jaguars | 0 – 22 (0-7 0-7 0-8 0-0) referto | Wasa Royals | Viitaniemen kenttä |

### Statistiche di squadra
| Competizione      | %Vittorie | In casa | In casa | In casa | In casa | In casa | In casa | In trasferta | In trasferta | In trasferta | In trasferta | In trasferta | In trasferta | Totale | Totale | Totale | Totale | Totale | Totale |
| Competizione      | %Vittorie | G       | V       | N       | P       | Pf      | Ps      | G            | V            | N            | P            | Pf           | Ps           | G      | V      | N      | P      | Pf     | Ps     |
| ----------------- | --------- | ------- | ------- | ------- | ------- | ------- | ------- | ------------ | ------------ | ------------ | ------------ | ------------ | ------------ | ------ | ------ | ------ | ------ | ------ | ------ |
| Stagione regolare | .333      | 3       | 1       | 0       | 2       | 40      | 56      | 3            | 1            | 0            | 2            | 20           | 30           | 6      | 2      | 0      | 4      | 60     | 86     |
| Totale            | .333      | 3       | 1       | 0       | 2       | 40      | 56      | 3            | 1            | 0            | 2            | 20           | 30           | 6      | 2      | 0      | 4      | 60     | 86     |